# Luau, Cuanza Sul
Luau, Cuanza Sul este un oraș în Angola.